# تاکشی واتانابه
تاکشی واتانابه (به ژاپنی: 渡辺 毅)؛ (به انگلیسی: Takeshi Watanabe) بازیکن فوتبال اهل ژاپن و عضو تیم ملی فوتبال ژاپن است که در تاریخ ۱۳ اوت ۱۹۹۷ میلادی اولین بازی ملی‌اش را انجام داد. او در ۱ بازی ملی حضور داشت و آخرین بازی ملی خود را در تاریخ ۱۳ اوت ۱۹۹۷ میلادی انجام داد. تاکشی واتاناب در بازی‌های ملی‌اش
گلی به ثمر نرساند.